# Mercedes-Benz M 108
| Mercedes-Benz        | Mercedes-Benz       |
| -------------------- | ------------------- |
|                      |                     |
| M 108                |                     |
| Hersteller:          | Mercedes-Benz       |
| Produktionszeitraum: | 1965–1969           |
| Bauform:             | Reihensechszylinder |
| Vorgängermodell:     | M 180               |
| Nachfolgemodell:     | M 114               |

Der Mercedes-Benz M 108 (M108.920) ist ein Sechszylinder-Ottomotor, der von 1965 bis 1969 bei Daimler-Benz in Stuttgart-Untertürkheim produziert wurde.
Dieser Motor ist eine Version des Mercedes-Benz M 180-Motors, von dem er sich in der Länge der Zylinderlaufbahnen bzw. des Hubs von 78,8 mm (M 180: 72,8 mm) und damit durch einen größeren Hubraum unterscheidet. Der M 108 wurde nur im Mercedes-Benz 250 S, einem Modell des zwischen 1965 und 1969 hergestellten Mercedes-Benz W 108, verbaut.

## Allgemeines

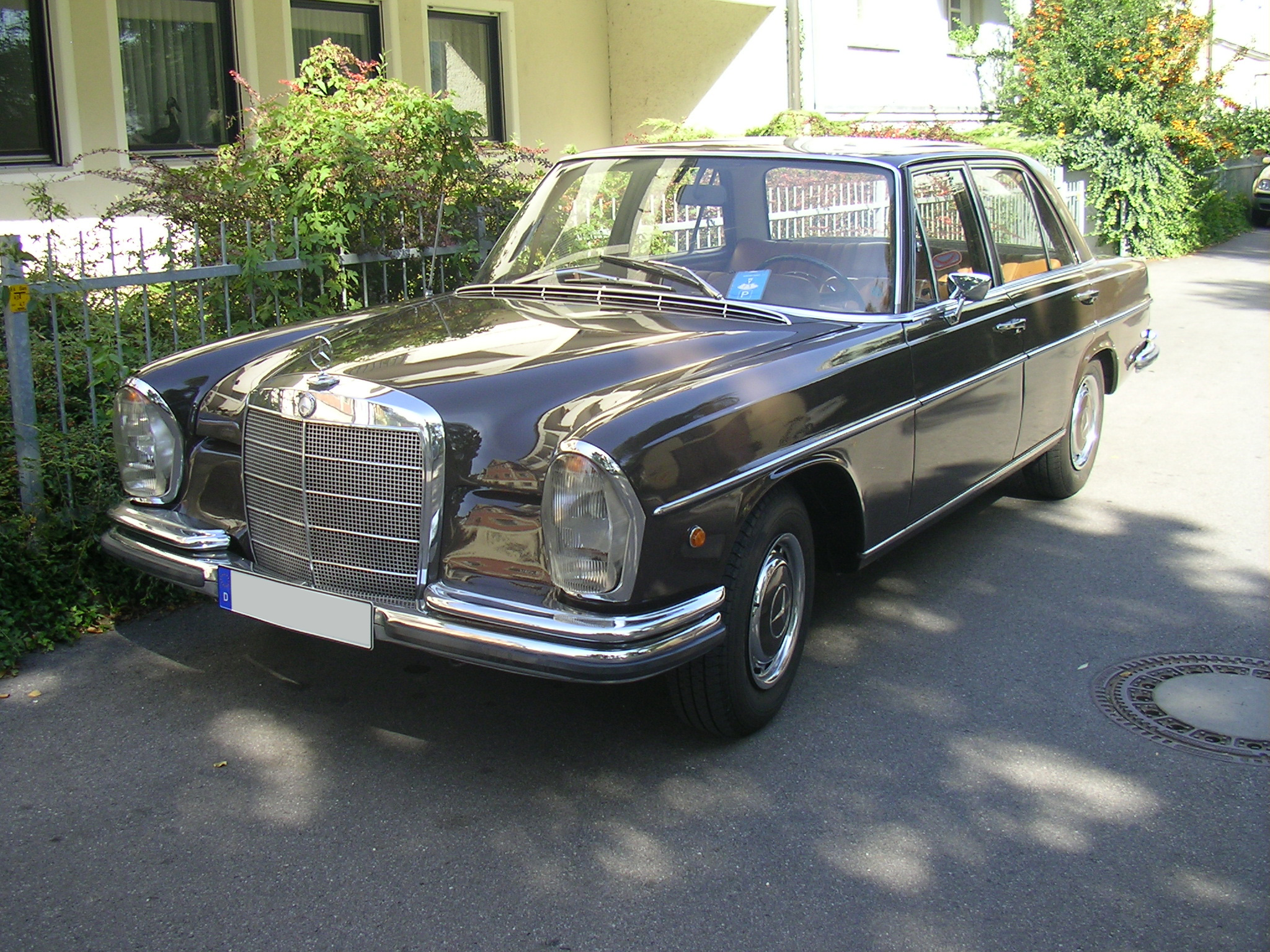
Der Mercedes-Benz 250 S (W 108) ist als einziges Modell mit dem Mercedes-Benz M 108 ausgerüstet.

Vom Mercedes-Benz M 108 wurden andere Motoren abgeleitet: Zum einen der M 129-Motor als Einspritzmodell mit 110 kW (150 PS) Leistung, zum anderen der M 114-Motor, der aber bei gleichem Hubraum und gleicher Leistung einige Unterschiede aufweist.
Dieser Motortyp und der zeitgleich gebaute Einspritz-Motor M 129 kamen durch eine auffällige Häufung von Motorschäden infolge thermischer Probleme in die Kritik. Mit dieser Anordnung erwies sich die alte Konstruktion von 1951 mit drei Zylinderpaaren ungleicher Abstände der Bohrungen und längerem Hub, somit größeren Kolbengeschwindigkeiten bei hohen Drehzahlen am Ende technisch, beziehungsweise thermisch überfordert. Der Nachfolger-Motortyp M 130 für die Modelle 280 S/SE wurde dann, die Erkenntnisse umsetzend, mit gleichmäßigen Zylinderabständen zugunsten einer besseren Kühlung konzipiert und schnell in den Markt eingeführt. Die Bautypen M 108 und M 129 wurden somit nur über kurze Zeit produziert. Diese Motoren müssen, korrekt bewegt, nicht per se unzuverlässig sein. Man sollte sie jedoch vor hoher Belastung zunächst sorgsam warmfahren und dann auch die Höchstleistung nicht über eine lange Zeit abverlangen – eine Charakteristik oder Eigenart, die sie mit vielen älteren Motorentypen von Alfa Romeo und Jaguar teilen. Starke Last vor Erreichen der Betriebstemperatur und Dauervollgas mögen diese Motoren gar nicht. Solches könnte in einem aufwendig zu sanierenden Motorschaden (Kolbenfresser) enden. Zudem bewahrheitet sich hier, dass viele Mercedes-Motoren von gutem Motoröl profitieren.
In ihren jeweiligen Baureihen sind die 250er die seltensten Motorisierungen (Limousinen W 108, Coupés und Cabrios W 111, Roadster W 113). Da im Fall eines Schadens sehr oft auf den größeren Nachfolgermotor umgebaut wurde (was technisch völlig problemfrei und aus den o. g. Gründen sogar teils ratsam ist), sind originale 250er Fahrzeuge mit Serienmotor inzwischen immer seltener geworden.

## Technische Daten
Sechs Zylinder in Reihe; Motorblock aus Gusseisen; Zylinderkopf aus einer Aluminium-Legierung; Bohrung × Hub: 82 × 78,8 mm; Hubraum: 2496 cm³; Einzel-Nockenwelle im Kopf; zwei Ventile pro Zylinder; Gemischaufbereitung mittels zwei Vergasern Zenith 35/40 INAT; Verdichtungsverhältnis: 9:1; sieben Kurbelwellen-Hauptlager; Leistung maximal: 96 kW (130 PS) bei 5400/min; Drehmoment max: 194 Nm bei 4000/min.